# Cephalodella brandorffi
Cephalodella brandorffi is een raderdiertjessoort uit de familie Notommatidae. De wetenschappelijke naam van deze soort is voor het eerst geldig gepubliceerd in 2000 door Koste.